# (37251) 2000 WX184
2000 WX184 (asteroide 37251) é um asteroide da cintura principal. Possui uma excentricidade de 0.05903970 e uma inclinação de 0.88869º.
Este asteroide foi descoberto no dia 29 de novembro de 2000 por Spacewatch em Kitt Peak.